# گارگین ملکونیان
گارگین مکرتیچی ملکونیان (ارمنی: Գարեգին Մկրտիչի Մելքոնյան؛  زادهٔ ۸ آوریل ۱۹۷۵) سیاستمدار  در زمینه مطالعات شرقی اهل ارمنستان است.

## زندگی‌نامه
وی در ۸ آوریل ۱۹۷۵ در ایروان به دنیا آمد و از دانشگاه دولتی ایروان فارغ‌التحصیل گشت. همچنین برندهٔ جوایزی همچون نشان آنانیا شیراکاتسی شده است.

## یادداشت
1. ↑  ՀՀ Էկոնոմիկայի նախարարի առաջին տեղակալ
2. ↑  Եվրոպական միությունում Հայաստանի Հանրապետության առևտրական ներկայացուցիչ
3. ↑  Եվրամիության երկրներում Հայաստանի Հանրապետության առևտրական ներկայացուցիչ